# Центральний (Прокоп'євський округ)
Центра́льний (рос. Центральный) — селище у складі Прокоп'євського округу Кемеровської області, Росія.

## Населення
Населення — 108 осіб (2010; 133 у 2002).
Національний склад (станом на 2002 рік):
- росіяни — 91 %